# Svatava Štěrbová
Svatava Štěrbová (* 19. května 1971 Stod) je česká politička, v letech 2006 až 2018 starostka města Kladruby na Tachovsku, členka Strany zelených.

## Život
Vystudovala Právnickou fakultu Západočeské univerzity v Plzni. Následně se živila jako advokátní koncipientka a podniková právnička v plzeňském stavebním bytovém družstvu Škodovák. Pracovala rovněž jako lektorka anglického jazyka, překladatelka a tlumočnice.
Svatava Štěrbová je vdaná a má dvě děti.

## Politické působení
V roce 2006 vstoupila do Strany zelených. V komunálních volbách v roce 2006 byla zvolena do Zastupitelstva města Kladruby. Mandát zastupitelky města obhájila v komunálních volbách v roce 2010. V roce 2006 byla navíc zvolena starostkou města Kladruby a v této funkci v roce 2010 potvrzena. Také ve volbách v roce 2014 obhájila pozici zastupitelky města, když vedla kandidátku SZ. Protože strana volby ve městě vyhrála (56,91 % hlasů, 9 mandátů) byla dne 5. listopadu 2014 již po třetí zvolena starostkou města. Zastupitelkou se stala i ve volbách v roce 2018. Novou starostkou se však dne 5. listopadu 2018 stala Hana Floriánová.
Do vyšší politiky se pokoušela vstoupit, když v krajských volbách v roce 2008 kandidovala za Stranu zelených na hejtmanku Plzeňského kraje. Strana však získala 3,81 % hlasů a do krajského zastupitelstva se nedostala Podobně neuspěla ani v krajských volbách v roce 2012, kdy se rovněž Strana zelených nedostala do Zastupitelstva Plzeňského kraje.
Ve volbách do Poslanecké sněmovny PČR v roce 2013 kandidovala v Plzeňském kraji jako lídryně Strany zelených, ale neuspěla.
Ve volbách do Senátu PČR v roce 2020 kandidovala za Zelené a hnutí SEN 21 v obvodu č. 3 – Cheb. Se ziskem 4,82 % hlasů skončila na 8. místě a do druhého kola nepostoupila. Ve volbách do Poslanecké sněmovny PČR v roce 2021 byla lídryní Zelených v Plzeňském kraji, ale stejně jako celá strana neuspěla.